# Uncharted 4: A Thief's End
Uncharted 4: A Thief's End (litt. « Inexploré 4 : La Fin d'un voleur ») est un  jeu vidéo d'action-aventure développé par Naughty Dog et édité par Sony. Il s'agit du quatrième opus de la série de jeux vidéo Uncharted. Il a été officiellement annoncé le 15 novembre 2013 et est sorti sur PlayStation 4 le 10 mai 2016. Au 31 décembre 2016, soit 7 mois après la sortie du jeu, il s'est écoulé à 8,7 millions d'exemplaires.
Un portage du jeu sur PlayStation 5 est sorti en janvier 2022 dans la compilation Uncharted: Legacy of Thieves Collection, (Inexploré: Collection héritage des voleurs) comportant également Uncharted: The Lost Legacy. Le portage du jeu sur Microsoft Windows est sorti le 19 octobre 2022.

## Trame

### Contexte et personnages
Le personnage principal est Nathan « Nate » Drake (Nolan North), un aventurier et explorateur qui, à la suite des évènements de L'Illusion de Drake (2011), s'est retiré de la vie de chasseur de fortune aux côtés de sa femme Elena Fisher (Emily Rose), une journaliste. Il a pris un travail dans une entreprise de récupération à La Nouvelle-Orléans. Le jeu introduit Samuel « Sam » Drake (Troy Baker), le grand frère de Nathan présumé mort. Ramené dans son ancienne vie d'aventurier par son frère, Nathan est aidé par son ami de longue date et mentor, Victor « Sully » Sullivan (Richard McGonagle).
Ils voyagent pour retrouver le trésor perdu du pirate Henry Avery, ce qui les amène en conflit avec Rafe Adler (Warren Kole), un homme riche et dangereux, sa partenaire Nadine Ross (Laura Bailey) qui dirige la société militaire privée Shoreline, ainsi qu'Hector Alcazar (Robin Atkin Downes), un baron de la drogue. Les versions enfants de Nathan et Samuel sont interprété par Britain Dalton et Chase Austin,.

### Histoire
Alors que Nathan est âgé de 13 ans et se trouve à l’orphelinat catholique, son grand frère Samuel devenu voleur lui fait faire le mur pour l'emmener secrètement dans la demeure d'une grande archéologue possédant des affaires appartenant à leur mère qui a été sa collègue. Repérés par la vieille femme qui alerte la police, cette dernière les reconnaît néanmoins et accepte de leur laisser ses notes avant de mourir d'une crise cardiaque. Les deux frères doivent fuir et comprennent qu'ils doivent changer d'identités ; se rappelant que leur mère a été persuadée que le légendaire explorateur Francis Drake avait des héritiers cachés, ils décident d'adopter son nom pour commencer leurs nouvelles vies.
Des années plus tard, Nathan et Sam, devenus adultes, s'infiltrent dans une prison panaméenne aux côtés de leur allié Rafe Adler et sont à la recherche d'informations sur le trésor du pirate Henry Avery. Ils découvrent que ce dernier a laissé une piste à suivre pour tout pirate qui voulait rejoindre sa communauté et que cette dernière mène à une église en Écosse. Dans leur fuite, Rafe tue un garde et Sam se fait tirer dessus. Présumé mort, Nathan décide de laisser tomber l'affaire, contrairement à Rafe.
Trois ans ont passé depuis sa quête de la cité d'Imran au Yémen et Nathan vit désormais une vie paisible et tranquille aux côtés d'Elena, ayant renoncé à sa vie de chasseur de trésors et semblant être heureux malgré sa nostalgie d'aventure. C'est alors que Sam réapparaît, bien vivant. Il explique à son petit frère qu'il a été incarcéré pendant des années dans la prison avant d'être délivré par Hector Alcazar, baron de la drogue, qui exige la moitié du trésor d'Avery en échange. Nathan accepte de l'aider mais choisit de le cacher à Elena, ayant peur qu'elle pense qu'il veut reprendre son ancienne vie et la délaisser à nouveau.
Nathan et Sam sont rejoints par Sully et le trio se rend à une vente aux enchères illégale au domaine Rossi en Italie. Ils dérobent une pièce donnant des coordonnées menant à une église écossaise, mais découvrent que Rafe est toujours sur l'affaire et désormais allié à Nadine Ross, redoutable guerrière à la tête de Shoreline, une puissante société militaire privée. Se rendant en Écosse, ils inspectent l'église et trouvent de nouvelles coordonnées menant à la baie des rois à Madagascar. Ils y trouvent également le sceau d'un autre pirate, Thomas Tew, ce qui fait penser à Nathan qu'Avery aurait invité d'autres pirates à se joindre à lui et à cacher ensemble leurs trésors.
Dans la Baie des Rois, ils se rendent compte que plus d'une douzaine de capitaines pirates a accepté l'offre d'Avery et ils trouvent l'emplacement de l'île de Libertalia, légendaire cité libre des pirates ; mais Elena découvre la vérité et le reproche à Nathan. Sully reste alors avec elle pendant que Nathan et Sam se rendent sur l'île, et découvrent que les capitaines pirates ont volé l'or. Cependant, ils sont capturés par Shoreline. Rafe révèle alors à Nathan que Sam lui a menti : Hector Alcazar a été abattu six mois auparavant, et que c'est Rafe qui a libéré Sam de prison, mais ce dernier l'a doublé pour lui voler le trésor. En colère, Nathan accuse Sam d'avoir mis son couple en danger pour rien. Rafe tente alors de descendre Nathan, qui parvient à s'enfuir, grièvement blessé, tandis que Sam est fait prisonnier.
Rejoint par Elena et Sully, Nathan révèle à sa femme la vérité sur son passé et tout trois décident d'aller sauver Sam. En chemin, Elena et Nathan se réconcilient, après que cette dernière comprend que Nathan a agi par peur de la perdre. Elle lui demande néanmoins de ne plus lui mentir et de la laisser participer en tant que femme et partenaire. Ils parviennent à sauver Sam, qui refuse de laisser tomber et part chercher le trésor d'Avery, qu’il a caché dans son bateau dans une grotte après l’avoir dérobé aux autres pirates. Nathan le poursuit et tous deux font face à Rafe après que Nadine l'a abandonné. Nathan tue Rafe puis les deux frères fuient la grotte ensevelie comme le trésor par les explosifs d'Avery.
Revenus chez eux Nathan et Elena décident de poursuivre leurs chasses aux trésors de façon légale, officielle et encadrée par la loi. En parallèle, Sam et Sully deviennent partenaires. Des années plus tard, Nathan et Elena sont devenus des explorateurs réputés et ont une fille, Cassie, à qui ils décident de révéler leurs passés afin qu'elle comprenne qui ils sont vraiment.

## Système de jeu
Ce jeu reprend les bases des trois précédents opus en ajoutant quelques nouveautés. On alterne ainsi les phases calmes, donc de plateformes où il faut grimper afin d'atteindre un endroit précis et en général résoudre une ou plusieurs énigmes. Le grappin est un élément de gameplay introduit dès le début du jeu et est souvent indispensable tout au long de l'aventure.
Ces phases calmes peuvent être aussi en véhicules sur des plus longues distances.
Les trésors à trouver sont toujours présents et sont représentés comme des points blancs lumineux.
Pour les combats, c'est du tir à la troisième personne, la santé baisse très rapidement : au fur et à mesure que le joueur prend des dégâts l'écran se tache de sang puis devient gris foncé tirant sur le noir annonçant une mort proche. Nathan Drake peut porter maximum 2 armes, une légère comme le pistolet 9 mm IMI et une plus lourde comme l'AK-47. Nate peut porter jusqu'à un maximum de 4 grenades à main ou 4 dynamites.
Comme les précédents opus, Nathan peut combattre aussi au corps-à-corps. Le personnage principal de Uncharted 4 est souvent accompagné d'un ou plusieurs PNJ, pour ainsi "terminer" un ennemi.
L'exploration des environs permet de trouver des "entrées de journal" ce qui fait dessiner Nate l'emplacement, l'objet, la carte ou autre sur son carnet.

## Développement
Le développement du jeu commence après la sortie d'Uncharted 3 : L'Illusion de Drake, les deux jeux étant réalisés par la même équipe. Uncharted 4 est officiellement annoncé le 14 novembre 2013 par une vidéo teaser montrant une carte balayée par le mouvement de la caméra avec une voix off masculine.
Lors de la conférence Sony de l'E3 2014, une courte vidéo dévoilant les graphismes du jeu est présentée. Nathan Drake y figure d'abord en gros plan, se relevant sous la pluie, dans la jungle, la nuit, juste à côté d'un lieu où des squelettes sont enfermés dans des cages suspendues. Le jeu est alors annoncé pour une sortie en 2015. Une vidéo de gameplay du jeu est diffusée lors du PlayStation Experience en décembre 2014. En mars 2015, Naughty Dog annonce le report du jeu pour le printemps 2016 pour peaufiner le jeu.
Le 18 mars 2016, Naughty Dog annonce que le développement du jeu est terminé. En référence à l'E3 2015 durant lequel la vidéo de présentation de Uncharted 4 a mal fonctionné quelques secondes, l'équipe de développement a intégré un easter egg sous forme de « succès », déblocable en reproduisant la séquence vue à l'E3 et en ne bougeant pas pendant 30 secondes.
Le jeu sort finalement le 10 mai 2016,. Il est commercialisé en édition standard et en deux éditions collectors. Il est également proposé en pack avec une PlayStation 4 collector aux couleurs du jeu, fournie avec une manette Dualshock 4 assortie et une image de Nathan Drake. La manette collector ainsi qu'un casque audio sont également disponibles séparément à la vente pour une durée limitée.

## Accueil
À la sortie du jeu en 2016, le site Eurogamer salue l'extraordinaire qualité technique d'Uncharted 4, soulignant le « sens de l'excellence » des équipes de Naughty Dog et qualifiant le jeu de « plus beau jeu console jamais testé ».
En septembre 2017, le site français jeuxvideo.com le classe 11e meilleur jeu de tous les temps.
Il est le deuxième jeu le plus vendu de la PlayStation 4 avec 16 millions d’exemplaires.